# モハメド・アズーイ
モハメド・アズーイ（Mohamed Azzaoui、1975年12月1日 - ）は、アルジェリア出身の男子プロボクサー。ボクシング元世界ランカー。日本のK-1、バトラーツの出場経験がある。日本ではモハメド・アリというリングネームで参戦したが、元ボクシング世界ヘビー級チャンピオンのモハメド・アリ（カシアス・クレイ）とはまったくの無関係である。

## 来歴

### アマチュアボクシング
シドニーオリンピックのボクシングでヘビー級アルジェリア代表を務めた。1回戦敗退。

### プロボクシング
2001年3月9日にオーストラリアでプロデビューする。その後、ニュージーランドを主戦場に連勝を続け2004年3月27日には空位のPABAクルーザー級タイトルを獲得。さらに連勝を重ね、数々のタイトルを獲得し東洋圏唯一のクルーザー級世界ランカーとなる。
2007年11月3日、エンゾ・マカリネリの持つWBO世界クルーザー級王座に挑戦する。アズーイはガードを固めて闘うが、2Rに強烈なボディブローをもらうと腰が引け気味になり、最後は左ボディーでダウンし、背中を打たれたとアピールするも、そのままカウントアウトされ4RKO負け。王座奪取ならず。
2007年12月29日、ヨアン・パブロ・エルナンデスと対戦。エルナンデスの左ストレートでダウンし、これをエルナンデスのサミング（反則）とアピールするも、そのままカウントアウトされ1RKO負け。

### K-1
2001年2月24日、K-1オセアニア予選1回戦でロニー・セフォーに2RTKO負け。日本でも、富平辰文、グレート草津にKO負け。

### プロレス
2001年10月14日、バトラーツに出場し石川雄規に7RTKO（タオル投入）で勝利。

## 戦績
- プロボクシング: 26戦 22勝 8KO 2敗 2分
- プロキックボクシング: 3戦 3敗

| 勝敗 | 対戦相手         | 試合結果                          | 大会名                                             | 開催年月日    |
| ×    | グレート草津     | 2R 1:35 KO（キック）              | K-1 RISING 2002 ～静岡初上陸～                     | 2002年1月27日 |
| ×    | 富平辰文         | 2R 1:50 KO（左キック）            | K-1 BURNING 2001 ～火の国熊本初上陸～              | 2001年4月15日 |
| ×    | ロニー・セフォー | 2R 0:43 TKO（レフェリーストップ） | K-1 Oceania Grand Prix 2001 in Melbourne 【1回戦】 | 2001年2月24日 |

## 獲得タイトル
- ニュージーランドクルーザー級王座
- WBFアジアパシフィッククルーザー級王座
- WBAパンアフリカンクルーザー級王座
- IBFパンパシフィッククルーザー級王座
- PABAクルーザー級王座